# Li Ting
Este es un nombre chino; el apellido es Li.
Li Ting es una jugadora de tenis profesional china, nacida el 5 de enero de 1980 en Hubei China.
La tenista china ha ganado varios títulos del circuito profesional WTA en dobles, donde más destaca, y en el circuito challenger, tanto en individuales como en dobles.

## Títulos (10; 0+10)

### Clasificación en torneos del Grand Slam
| Torneo                 | 2008 | 2007 | 2006 | 2005 | Títulos |
| ---------------------- | ---- | ---- | ---- | ---- | ------- |
| Australian Open        | -    | -    | 1r   | 1r   | 0       |
| Roland Garros          |      | -    | -    | -    | 0       |
| Wimbledon              |      | -    | -    | -    | 0       |
| US Open                |      | -    | -    | -    | 0       |
| WTA Tour Championships |      | -    | -    | -    | 0       |

### Dobles (10)
| Leyenda                    |
| Grand Slam (0)             |
| WTA Tour Championships (0) |
| Juegos Olímpicos (1)       |
| Tier I (0)                 |
| WTA Tour (9)               |

| N.º | Fecha                   | Torneo                     | Superficie    | Pareja       | Oponentes en la final                      | Resultado      |
| --- | ----------------------- | -------------------------- | ------------- | ------------ | ------------------------------------------ | -------------- |
| 1.  | 24 de junio de 2000     | Taskent                    | Dura          | Li Na        | Iroda Tulyaganova Anna Zaporozhanova       | 3-6 6-2 6-4    |
| 2.  | 20 de junio de 2003     | Viena                      | Tierra batida | Sun Tiantian | Yan Zi Zheng Jie                           | 6-3 6-4        |
| 3.  | 8 de noviembre de 2003  | Quebec City                | Dura          | Sun Tiantian | Els Callens Meilen Tu                      | 6-3 6-3        |
| 4.  | 15 de noviembre de 2003 | Pattaya City               | Dura          | Sun Tiantian | Wynne Prakusya Angelique Widjaja           | 6-4 6-3        |
| 5.  | 28 de agosto de 2004    | Juegos Olímpicos de Atenas | Dura          | Sun Tiantian | Conchita Martínez Virginia Ruano           | 6-3 6-3        |
| 6.  | 9 de octubre de 2004    | Cantón                     | Dura          | Sun Tiantian | Yang Shu-Jing Yu Ying                      | 6-4 6-1        |
| 7.  | 15 de mayo de 2005      | Estoril                    | Tierra batida | Sun Tiantian | Michaella Krajicek Henrieta Nagyova        | 6-3 6-1        |
| 8.  | 18 de febrero de 2006   | Pattaya City               | Dura          | Sun Tiantian | Yan Zi Zheng Jie                           | 3-6 6-1 7-6(5) |
| 9.  | 16 de mayo de 2006      | Estoril                    | Tierra batida | Sun Tiantian | Gisela Dulko María Antonia Sánchez Lorenzo | 6-2 6-2        |
| 10. | 7 de octubre de 2006    | Cantón                     | Dura          | Sun Tiantian | Vania King Jelena Kostanic                 | 6-4 2-6 7-5    |

### Finalista en dobles (4)
- 2003: Taskent (junto a Sun Tiantian pierden ante Yuliya Beygelzimer y Tatiana Poutchek).
- 2004: Hyderabad (junto a Sun Tiantian pierden ante Liezel Huber y Sania Mirza).
- 2005: Hyderabad (junto a Sun Tiantian pierden ante Yan Zi y Zheng Jie).
- 2006: Doha (junto a Sun Tiantian pierden ante Daniela Hantuchová y Ai Sugiyama).